# 索罟群島

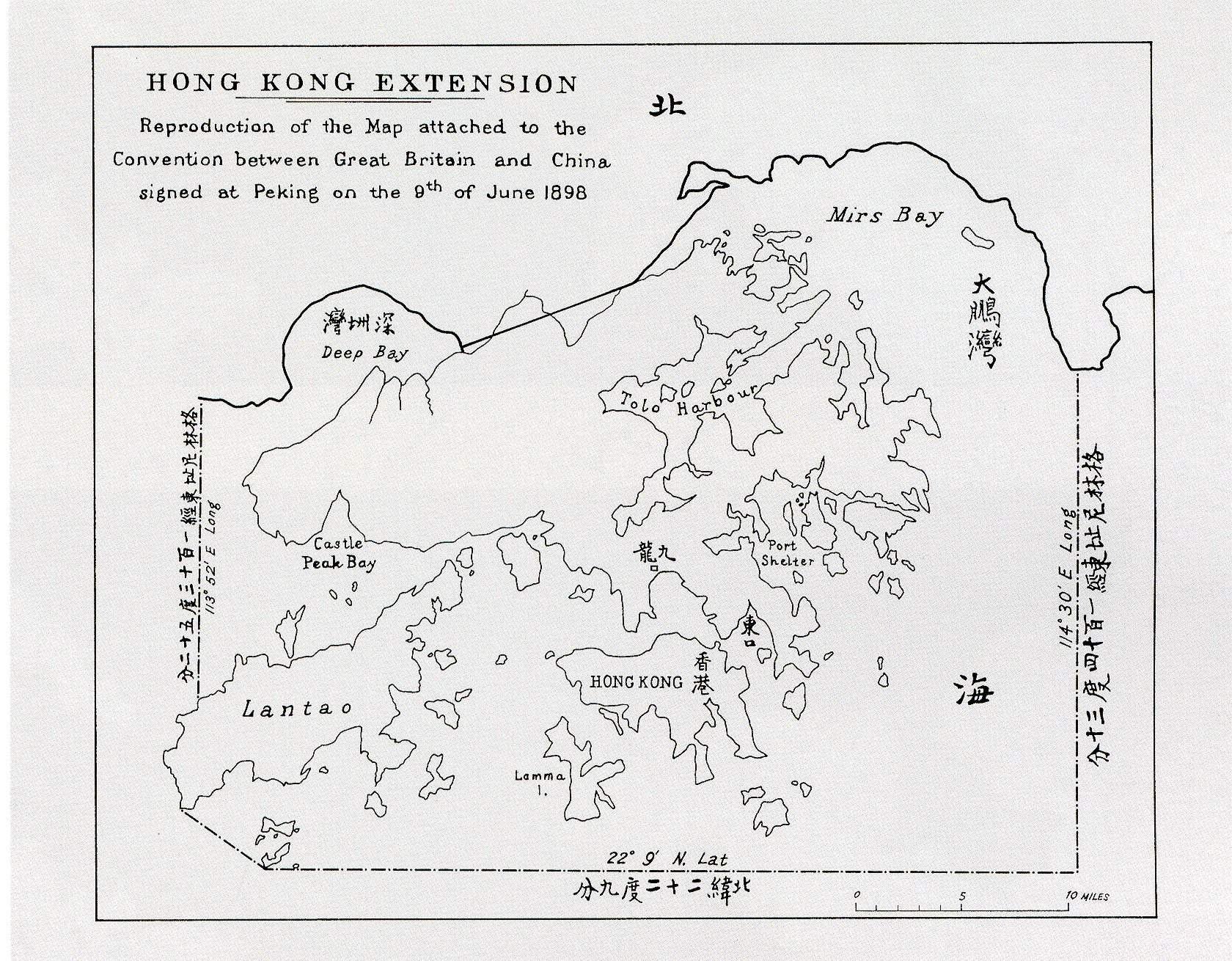
1898年の《展拓香港界址専条》地図の中で、索罟群島はボーダーラインに近づく

索罟群島（ソコぐんとう、英: Soko Islands）は、香港の最南西端の群島で、ランタオ島の南に位置し、離島区に属する。大鴉洲、圓崗洲、小鴉洲、湾口洲、樟木頭、高排、竜船排、孖洲、圓洲、石洲、頭顱洲の島々を含んでいる。全ての島が無人島である。
座標: 北緯22度10分26.04秒 東経113度54分39.6秒 / 北緯22.1739000度 東経113.911000度